# イツハク・サデー
イツハク・サデー (ヘブライ語: יצחק שדה, ラテン文字転写: Yitzhak Sadeh, 1890年8月10日 - 1952年8月20日) は、イスラエル独立以前のユダヤ人組織ハガナーおよびハガナーの戦闘部隊パルマッハの指揮官を歴任し、イスラエル国防軍創設にも関わった軍人である。

## 軍歴

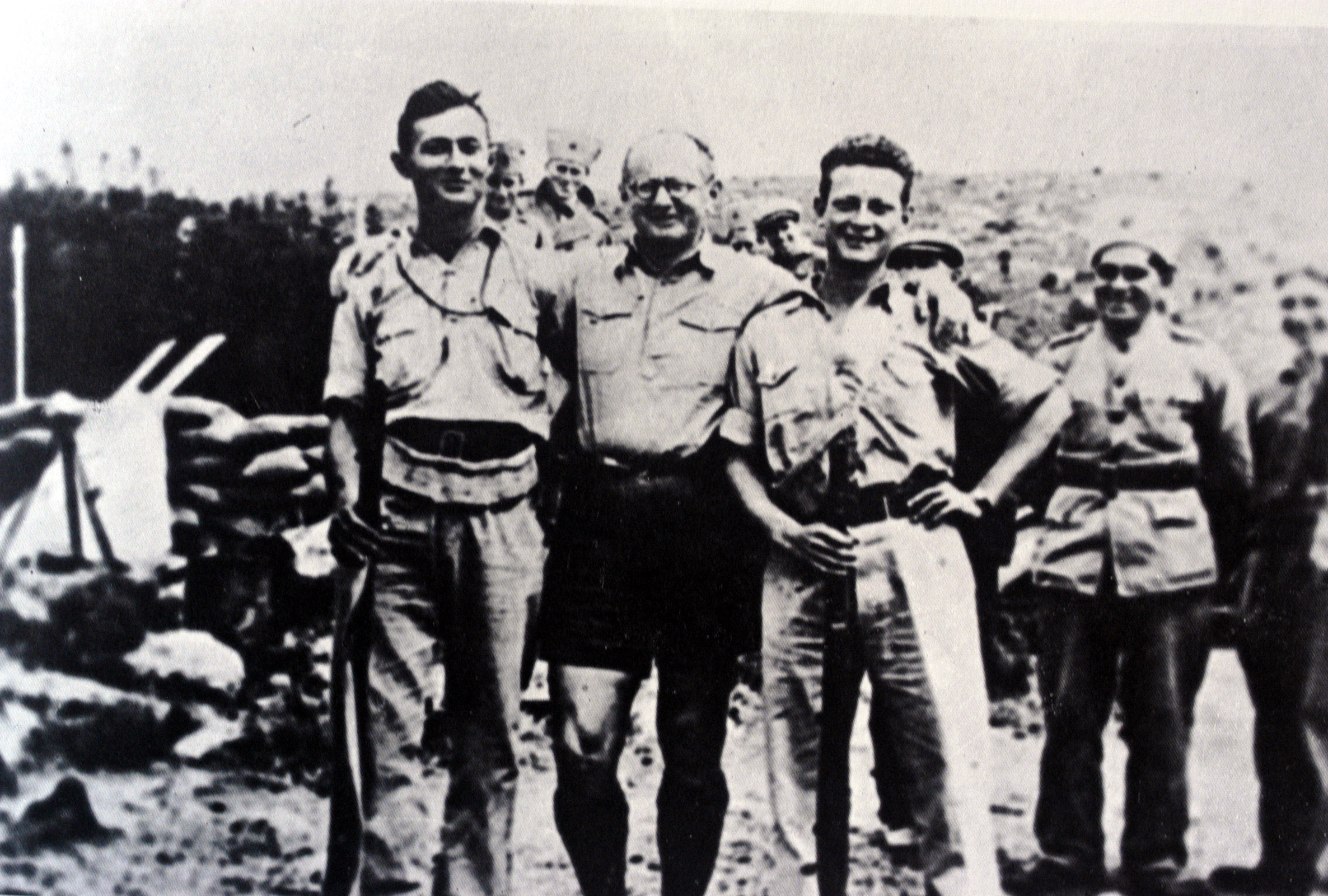
モシェ・ダヤン、イツハク・サデー、イーガル・アロン。1938年

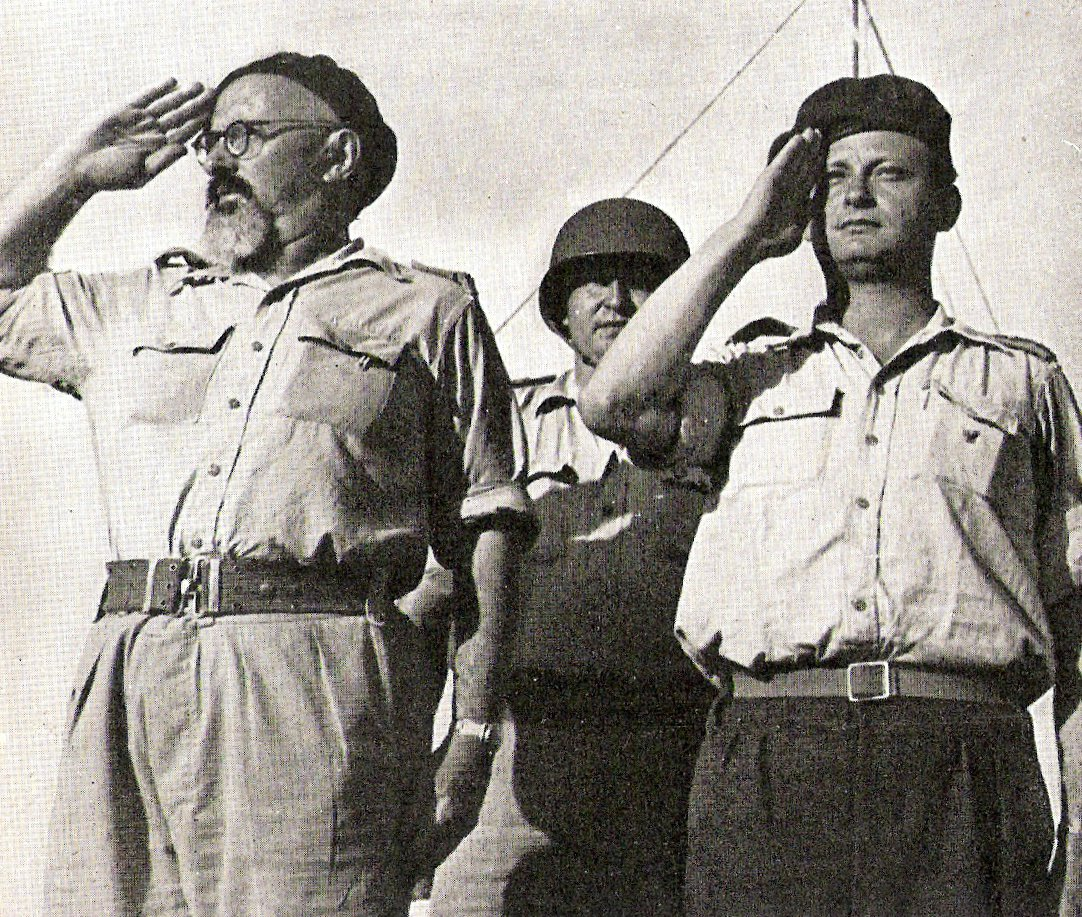
イツハク・サデー、イーガル・アロン。1948年

1890年8月10日にロシア帝国領ポーランドのルブリンのユダヤ人家庭に生まれた。出生時の名前はイザーク・ランドベルク (Izaak Landoberg)で、彼の母親は当地の著名なラビであるシュネウル・ザルマン・フラドキンの娘であった。
第一次世界大戦が勃発するとサデーはロシア帝国陸軍の一員として戦闘に参加した。1917年、ユダヤ軍団指導者ヨシフ・トルンペルドールと出会い、ロシアにおけるヘハルツ運動 (ユダヤ人の若者に農業教育を施し、イスラエルの地(イギリス委任統治領パレスチナ)への移民(アリーヤー)を支援する活動)の創設に協力した。
1920年にテルハイの戦いでトルンペルドールが戦死すると、サデーもイギリス委任統治領パレスチナへ移住した。パレスチナで彼はヨセフ・トルンペルドール労働大隊 (Gdud Ha-Avoda) を設立し、自らそのリーダーとなった。また、1921年にユダヤ人の防衛組織"ハガナー"が設立され、サデーはその幹部メンバーの一人として、エルサレム方面の指揮官となった。
トルンペルドール労働隊は1926年から27年頃にかけて活動を縮小した。1933年頃になるとサデーはハガナーの野戦機動部隊"ノデドット" (Ha-Nodedot, הנודדות、"遊牧民"あるいは"放浪者"といった意味) を創設しその指揮官となった。サデーの提唱したノデドットの戦術は、いわゆる"専守防衛"ではなく、防衛のための積極的な敵組織への攻撃であった。
1936年から39年にかけてのアラブ大反乱においてノデドットはアラブ人組織との戦闘に従事し、1937年には"野戦中隊" (Field Companies, פלוגות השדה/Plugot Sadeh 略称"Fosh")に拡張された。1938年にはイギリス軍人オード・ウィンゲートの主導で"特別夜戦隊" (Special Night Squads, Plugot Ha'Layla Ha'Meyukhadot/פלוגות הלילה המיוחדות, 略称"SNS") が設立され、サデーの野戦中隊と共に戦った。1939年には、野戦中隊"Fosh"は"野戦科" (Field Corps, Heil HaSadeh/חיל השדה, 略称"Hish")に拡張された。
1941年5月には、特別夜戦隊"SNS"が規模拡張されて、ハガナーの精鋭戦闘部隊"パルマッハ" (Palmach, Plugot Maḥatz/פלוגות מחץ "突撃隊"あるいは"突撃中隊"といった意味) が設立され、サデーはパルマッハの初代指揮官となった。パルマッハの目的はそれまでの対アラブ人組織だけでなく、第二次世界大戦においてイギリス軍と協力し、必要に応じて枢軸国軍と戦う事も含まれていた。この時期、パレスチナのユダヤ人社会"イシューブ"にとっての具体的な枢軸軍側の脅威として、ナチスに協力していたヴィシー・フランスの統治下にあったフランス委任統治領シリアの存在と、ドイツ国防軍のエルヴィン・ロンメル将軍に率いられ、北アフリカに展開していたドイツアフリカ軍団"DAK"の存在があった。
北側の脅威であったヴィシー政権統治下のシリアは、1941年6月から7月にかけての連合軍による攻撃作戦"エクスポーター作戦"によってこの地のヴィシー側/ナチス側勢力が撃退され、シリアが自由フランスの統治下となった事により脅威ではなくなったが、もう一つの脅威であるドイツアフリカ軍団は依然として存在した。1942年の春から11月にかけての、後に"恐怖の200日間"と呼ばれる時期に、ドイツアフリカ軍団はスエズ運河、そしてパレスチナ方面に向かって進軍しており、これを受けてサデーは、"カルメル・プラン"とよばれる計画を策定した。これは、パレスチナ地域のユダヤ人社会をすべてカルメル山の山中に撤退させるという大規模な計画であった。結果として第二次エル・アラメイン会戦において、モントゴメリー将軍の率いる英軍部隊がドイツアフリカ軍団に勝利した事でこの計画は実行されることなく終わった。北アフリカ地域における枢軸軍の脅威がなくなると、イギリス政府はハガナーおよびパルマッハを非合法化し解散を要求したが、彼らは秘密裏に活動を続けた。
サデーは1945年までパルマッハの指揮官を務め、その後ハガナーの最高司令官となった。これは現在のイスラエル国防軍の参謀総長に相当する役職である。
1948年にイスラエルが独立を宣言し、周辺のアラブ国家との間で第一次中東戦争が勃発すると、サデーは新たに組織されたイスラエル国防軍に編成された最初の (そしてこの戦争における唯一の) 機甲部隊である第8機甲旅団の司令官となった。1948年7月のダニー作戦において第8機甲旅団はリッダ空港(現在のベン・グリオン国際空港)を奪取し、10月にはヨアヴ作戦、12月にはホレヴ作戦に参加し、シナイ半島を進撃した。
1949年に第一次中東戦争が終結するとパルマッハは正式に解散となり、サデーも軍から離れ、自身の体験を元に何冊かの本を執筆した。サデーは1952年8月20日に62歳でテルアビブで死去し、遺体はキブツ・ギヴアット・ブレンナーに埋葬された。サデーはパルマッハのメンバーらから、敬意を持って"ハ＝ザキン (ザ・オールドマン) "というニックネームで呼ばれた。

## その他
サデーは優れたスポーツ選手でもあり、ユダヤ人のスポーツ活動にも深く携わっている。ロシア時代にはサンクトペテルブルクでレスリングのチャンピオンになった事もあった。サデーはまたユダヤ人のスポーツ組織ハポエルの委員としてスポーツ教育の策定に携わっており、今日、多くのスポーツ選手やイスラエル軍兵士が参加するタボール山でのレースもサデーが考案したものである。
また、優れた軍事関連書籍に与えられるイツハク・サデー賞は、彼の名を冠した賞として1972年に制定された。